# Jocelyne Lissouba
Jocelyne Lissouba est l'épouse de Pascal Lissouba, ancien président de la République du Congo entre 1992 et 1997.

## Biographie
Jocelyne Lissouba fut à la tête d'une fondation appelée Marie Bouanga, du nom de la mère de son époux.
En 2010, accompagnée de quelques-uns de ses enfants dont Nicolas Lissouba et Jérémy Lissouba, elle participe à une rencontre de réconciliation avec la famille du président Denis Sassou-Nguesso à Oyo, apportant ainsi sa contribution à la pacification du Congo.